# Louis Pauwels
Louis Pauwels (Paris, França, 2 de Agosto de 1920 - 28 de Janeiro, 1997) foi um jornalista e escritor francês. Em parceria com Jacques Bergier, escreveu o livro O Despertar dos Mágicos, considerado obra fundamental do Realismo Fantástico, movimento de grande influência nas artes e na literatura, em particular, e na cultura, em geral, sobretudo no pensamento da Nova Direita francesa. Juntos lançaram, na França, a revista Planète.

Após um acidente em Acapulco em 1982 , Pauwels se converteu ao catolicismo, e rompeu com a Nova Direita, tornando-se parte da direita liberal.